# Letov Š–16
A Letov Š–16 a csehszlovák Letov repülőgépgyár könnyűszerkezetű, első teljesen fémvázas, kétfedeles, kétüléses felderítő és bombázó repülőgépe. 1925-ben kezdődött meg a tervezése, majd 1928-ban megrendelték a sorozatgyártását, melyben nagy szerepet játszott, hogy teljesítette a Prága–Tokió ultrahosszú repülési távot, és rekordot állított fel 1000 kg rakomány 500 km-re szállításával. Több exportváltozat készült belőle, és számos motortípust kipróbáltak a géphez. Kora egyik legmegbízhatóbb repülőgépének tartották.

## Típusváltozatok

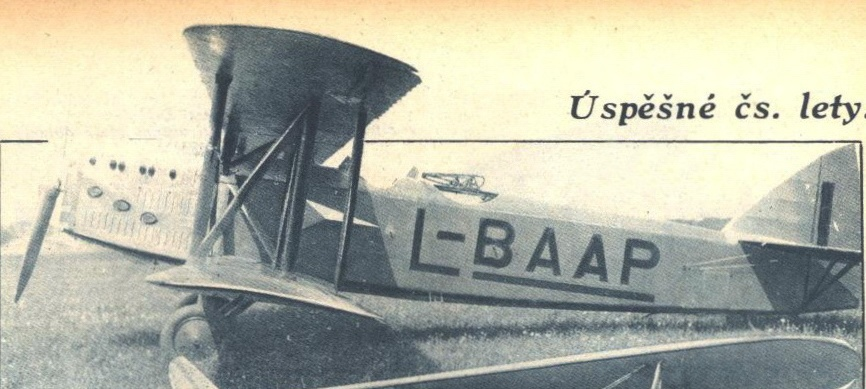
Letov S–116 L-BAAP, első prototípus, 1929.

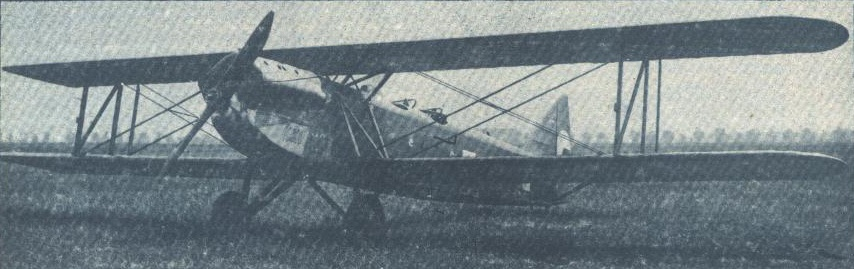
Letov S–116

| - Š–16  | Felderítő változat, a prototípushoz képest magasabb függőleges vezérsíkkal. |
| - ŠB–16 | Könnyűbombázó változat. A fényképezőgépet eltávolították, és a centroplánra négy bombafüggesztőt szereltek a bombateher számára. A bombacélzó berendezést a hátsó kabinban helyezték el, egy üveg borítású kivágásban a padlón. |
| - Š–16L | Lettország számára exportált, az ŠB–16 alapján épült, de Hispano-Suiza 50 motorral szerelt, 21 db bombázó kialakítású gép. Egy fegyverzet nélküli gépet is gyártottak, melyet a gyár mint teszt repülőgépet használt. Ezzel a géppel állított fel Alois Hedgehog a gyár főpilótája a sebességi rekordot 1927. október 13-án., 230,929 km/h-val 100km-en, 1000 kg-os terhet szállítva.                                                                                                  |
| - Š–16T | A török légierő számára gyártott változat, ami csak a motorjában különbözött a lett változattól. A 16 db gépet Lorraine Dietrich KVau erőforrással szerelték fel. |
| - Š–16J | 1 db, a Jugoszláv Királyi légierő számára gyártott gép úszótalpakkal. |
| - Š–16R | Átdolgozott könnyűbombázó változat, hosszabb törzzsel, átdolgozott függőleges vezérsíkkal és félköríves kivágással a felső szárnyban a pilóta feje felett. A cél a rövidebb fel és leszállási hossz lett volna, azonban tesztrepülések nem igazolták ezt. A sorozatban gyártott példányokon már nem alkalmazták ezeket a módosításokat. Az elkészült gépeket az 5. megfigyelőszázadba, a 64. felderítőszázadba, a 74. könnyűbombázó századba és példányt a 4. légiezredbe soroltak be. |
| - Š–116 | Škoda L 12 hengeres motorral szerelt könnyűbombázó változat, 3 prototípus épült belőle. |
| - Š–216 | Francia Gnome-Rhone "Jupiter" VIII csillagmotorral szerelt nagy hatótávolságú felderítő változat, ami a motor rázkódása miatt nem került sorozatgyártásra. |
| - Š–316 | A Hispano-Suiza 12Lb motorral és dupla élű propellerrel az ŠB–16 alapjain épült könnyűbombázó gép. |
| - Š–416 | Az ötödik prototípus, úgy is mint Š–16.5, amelybe Bredfield-Danek DL motort szereltek, nagy hatótávolságú könnyűbombázó változat. Egy példány készült belőle, mivel az erőforrás teljesítménye elmaradt ez elvárt eredményektől. |
| - Š–516 | Isotta Frascini "Asso" 800 Le motorral, amit a Praga gyártott licencben. Könnyűbombázó változat |
| - Š–616 | Hispano-Suiza HS 12Nbr motorral szerelt könnyűbombázó típus, amiből a csehszlovák légierőnél 12 db állt szolgálatban (a két prototípussal együtt). |
| - Š–816 | Az utolsó könnyűbombázó változatot, Praga ESV motorokkal szerelték. Két prototípust építettek, az elsőt áramvonalas motorburkolattal, a másodikat a bombázó változatéhoz hasonló takarólemezzel. |

## Megrendelő és üzemeltető országok

### Csehszlovákia
Csehszlovák Légierő
- 2 db prototípus – Š–16.3 és Š–16.4
- 89 db Š–16 és ŠB–16
- 3 db Š–116 – prototípus (Š–116.1, Š–116.2, Š–116.3)
- 1 db Š–316 – prototípus (Š–316.2)
- 16 db Š–616
- 1 db Š–716 – prototípus (Š–716.1)
- 1 db Š–816 – prototípus (Š–816.1)

### 

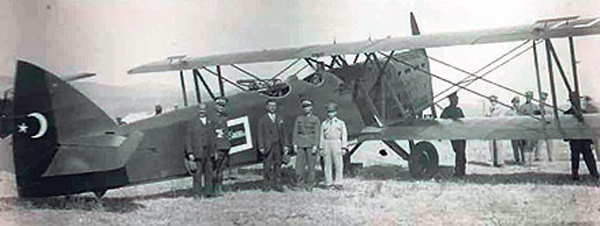
Letov Š-16T az Ararát felkelés idején

### Törökország
Török Légierő
- 16 db Š–16T – felderítőgép

A Török légierő 1929-ben írta alá a megrendelést 16 db gépről, amit le is szállítotak 1930 végéig, két tételben. 8 – 8 db repülő érkezett 1929. március 10-én és 1930 közepén. Az első gépek megérkezésük után Eskişehir-be kerültek, a gyakorló századhoz (törökül: Tatbikat Bölüğü). A sikeres teszteket követően 10 gépet a 24. légi felderítő századba soroltak be, majd a Bristol Blenheim gépek megérkezésével az 1. felderítő századhoz helyezték a gépeket Yeşilköy-be. 1940-ben Westland Lysander-ek váltották le az Š–16-osokat.

### Lettország
Lett Légierő
- 21 db Š–16L – bombázó

A Lettek először 1926-ban a Párizsi légi bemutatón kezdtek érdeklődni a típus után, rövidesen meg is rendeltek 21 gépet, amit a Letov el is kezdett leszállítani 1927-ben. Ez volt a Lett Légierő első fémvázas repülőgépe, és a C1 megjelölést kapták. A gépek két tételben érkeztek meg, 1927.09.10.-én 9 db, majd 1929. január 15-én a további 12 db. A gépeket 1940-ig, egészen a szovjet megszállásig repülték.

### Jugoszlávia
Jugoszláv Királyi Légierő
- 1db Š–16J – Úszótalpas változat

A Jugoszláv légierő számára egy Dornier tervek alapján gyártott úszótalpakkal ellátott változatot építettek, egy Š–316 gép átépítésével. Azonban, a nem megfelelő felületkezelés következtében a sós vízben az úszótalpak erősen korrodálódni kezdtek, így később visszaalakították a hagyományos futóműves változatra.